# Meterginus basalis
Meterginus basalis is een hooiwagen uit de familie Cosmetidae.